# Ангас
Ангас (керанг або каранг) — чадський народ у центральній Нігерії.

## Територія проживання, субгрупи і чисельність
Люди ангас проживають у Центральній Нігерії, в околицях міста Панкшін.
Виділяють групи ангас гірських і рівнинних (самоназва: гурна).
Чисельність народу — бл. 200 тис. чол. (оцінка, Народы мира 1988)

## Мова і релігія
Мова ангас належить да західної підгрупи чадської мовної групи афраційської родини мов. Серед ангас поширений білінгвізм — мова хауса. Також хауса значно впливають на життя і побут людей ангас.
Переважна більшість ангас — мусульмани-суніти, також зберігаються прибічники традиційних вірувань.

## Господарство і культура
Основні заняття ангас — ручне землеробство (сорго, просо, ямс, рис, кукурудза, батат, маніок, бавовник, арахіс) і скотарство (у гірських ангас).
Ремесла — ковальство, ткацтво, гончарство.
Живуть компактними поселеннями. Традиційне житло — круглі глинобитні хатини з конічним верхом з трави.
Одяг перейнятий у хауса. Основу традиційного раціону складає рослинна і м'ясо-молочна (у гірських груп) їжа.
В ангас зберігаються традиційні культи — предків і сил природи.

## Джерело
Попов В. А. Ангас // Народы мира. Историко-этнографический справочник, М.: «Советская энциклопедия», 1988, стор. 58 (рос.)